# Campeonato Paulista 1904
In 1904 werd het derde Campeonato Paulista gespeeld voor clubs uit de Braziliaanse staat São Paulo. De competitie werd gespeeld van 3 mei tot 30 oktober 1904. São Paulo Athletic werd kampioen.  

## Eindstand
| Plaats | Club                   | Wed. | W | G | V | Saldo | Ptn. |
| ------ | ---------------------- | ---- | - | - | - | ----- | ---- |
| 1.     | São Paulo Athletic     | 10   | 8 | 2 | 0 | 28:4  | 18   |
| 2.     | Paulistano             | 10   | 8 | 2 | 0 | 20:6  | 18   |
| 3.     | International          | 10   | 6 | 0 | 4 | 22:15 | 12   |
| 4.     | Mackenzie              | 10   | 3 | 0 | 7 | 11:21 | 6    |
| 5.     | Germânia               | 10   | 2 | 0 | 8 | 11:18 | 4    |
| 6.     | Atlética das Palmeiras | 10   | 1 | 0 | 9 | 6:34  | 2    |

|  | Play-off |

### Play-off
|                     |                    |       |            |  |
| 30 oktober Play-off | São Paulo Athletic | 1 – 0 | Paulistano |  |
| 30 oktober Play-off |                    |       |            |  |

## Kampioen
| Campeonato Paulista de 1904            |
| São Paulo                              |
| -------------------------------------- |
| SÃO PAULO ATHLETIC Kampioen (3° titel) |

## Topschutters
| Speler            | Speler         | Goals | Club               |
| ----------------- | -------------- | ----- | ------------------ |
| Vlag van Brazilië | Charles Miller | 9     | São Paulo Athletic |
| Vlag van Brazilië | Herbert Boyes  | 9     | São Paulo Athletic |